# Bataille de Mons Seleucus
La bataille de Mons Seleucus, aujourd'hui La Bâtie-Montsaléon, s'est tenue en 353 entre l'armée romaine dirigée par l'empereur Constance II, et l'usurpateur Magnence. Ce dernier, déjà vaincu à la bataille de Mursa en 351, avait pris la fuite ; cette nouvelle défaite le pousse à se suicider le 11 août 353 à Lugdunum (Lyon). Son frère, Magnus Decentius, qui avait pris part à la bataille, se pend à son tour une semaine plus tard, le 18 août. Dans les mois qui suivirent la bataille, les tribus germaniques profitèrent des frontières dégarnies pour envahir les provinces gauloises qu'elles ravagèrent sans opposition.